# Bourg-Saint-Bernard
Bourg-Saint-Bernard è un comune francese di 886 abitanti situato nel dipartimento dell'Alta Garonna nella regione dell'Occitania.

## Società

### Evoluzione demografica
Abitanti censiti

## Monumenti

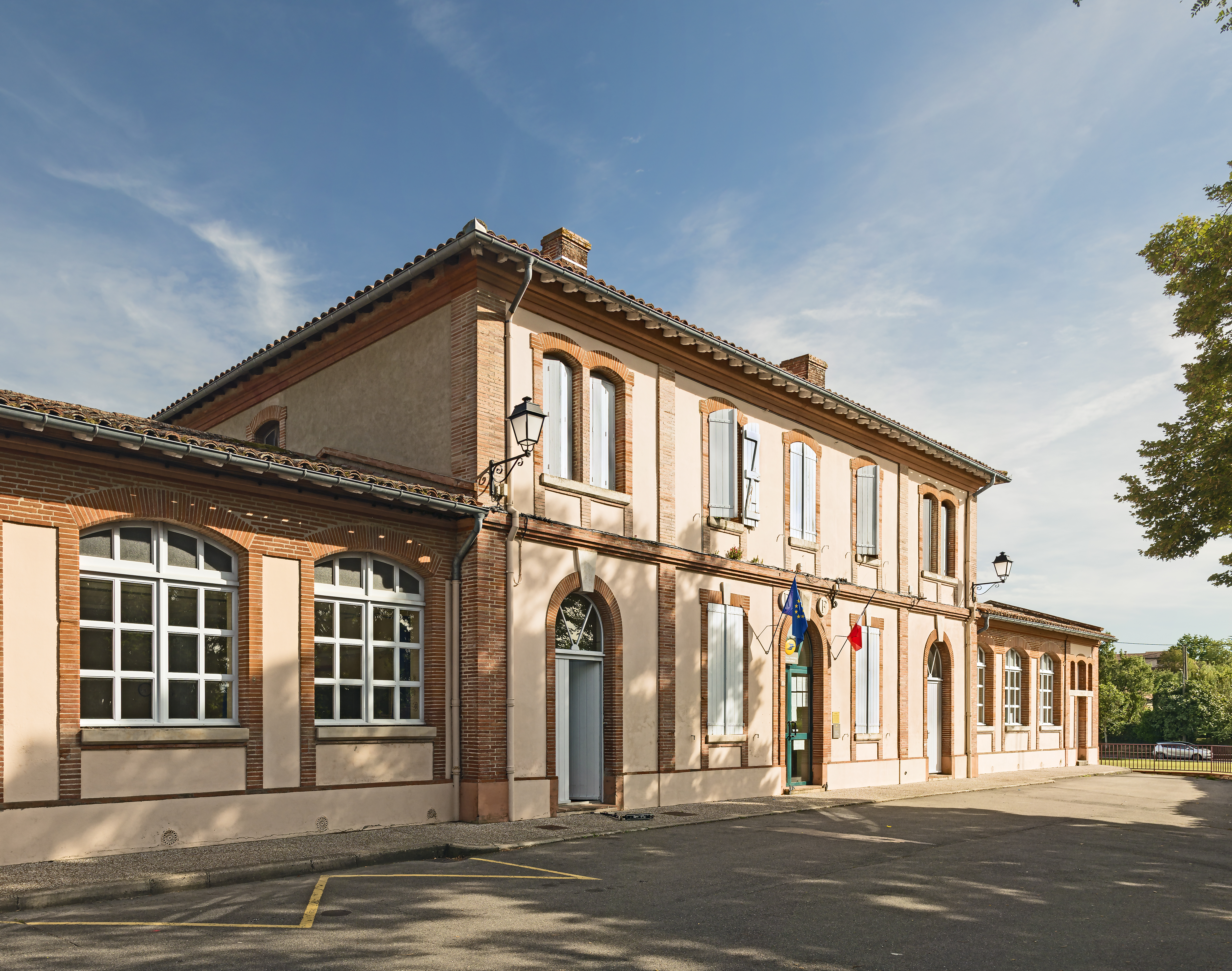
Municipio.
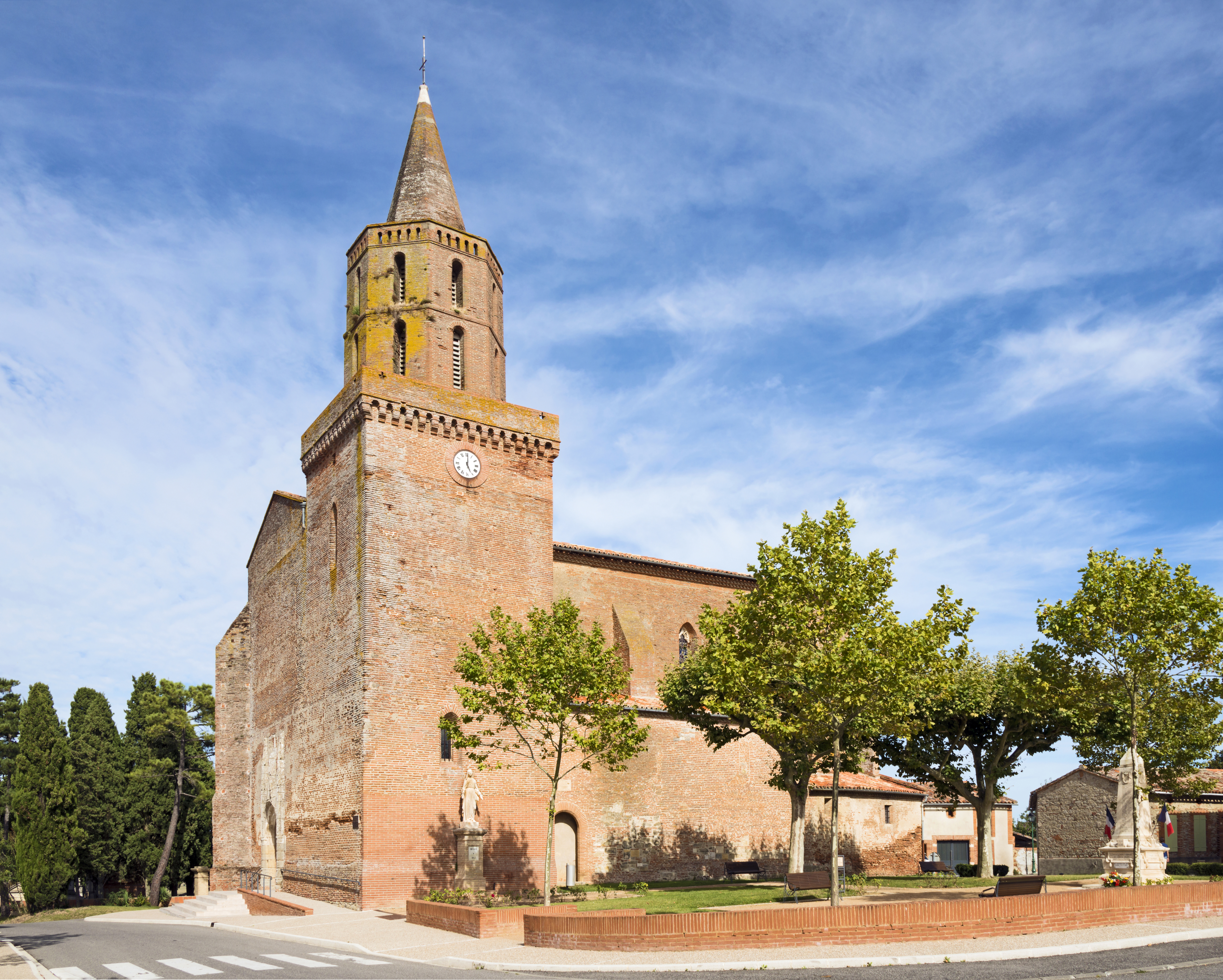
Chiesa.
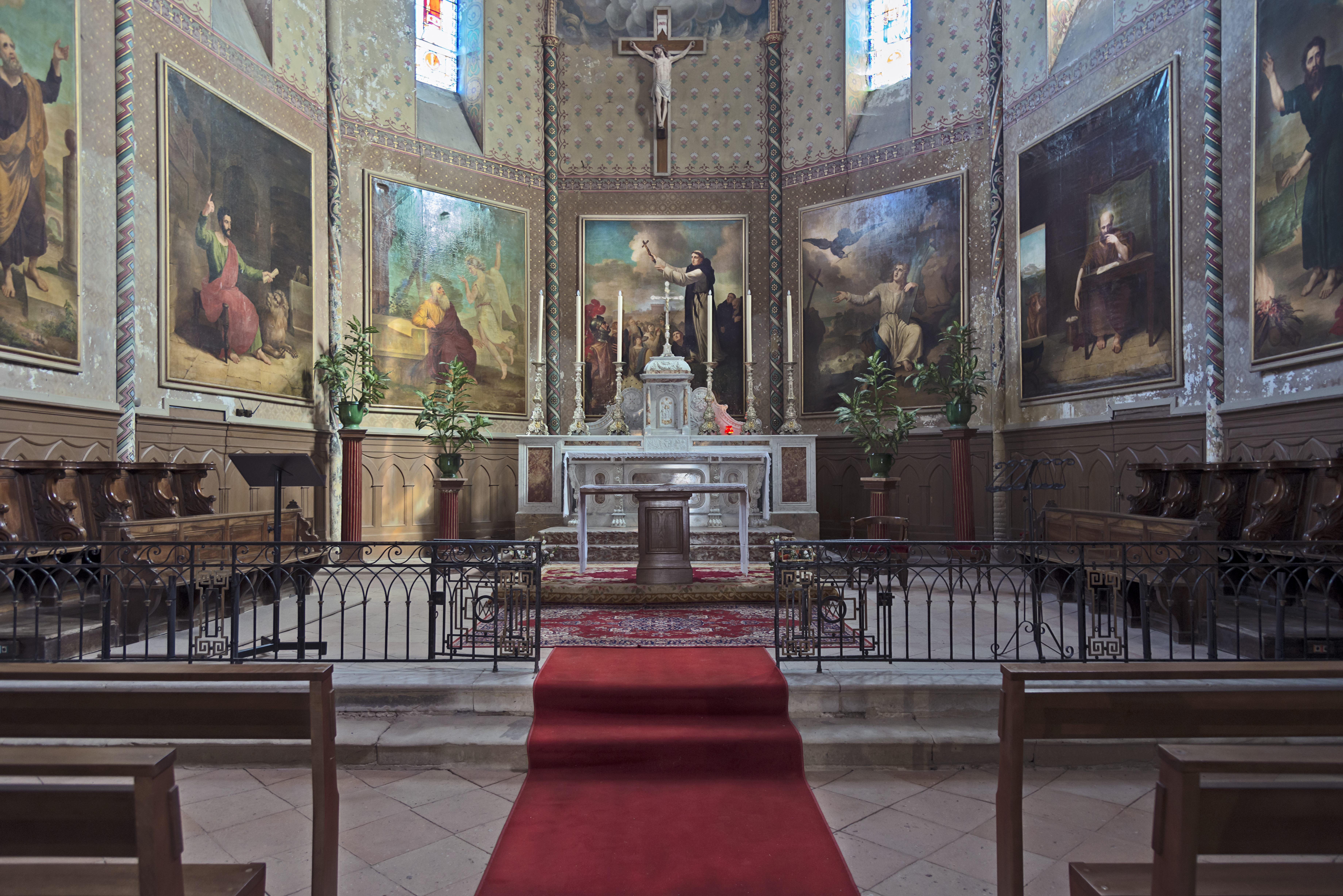
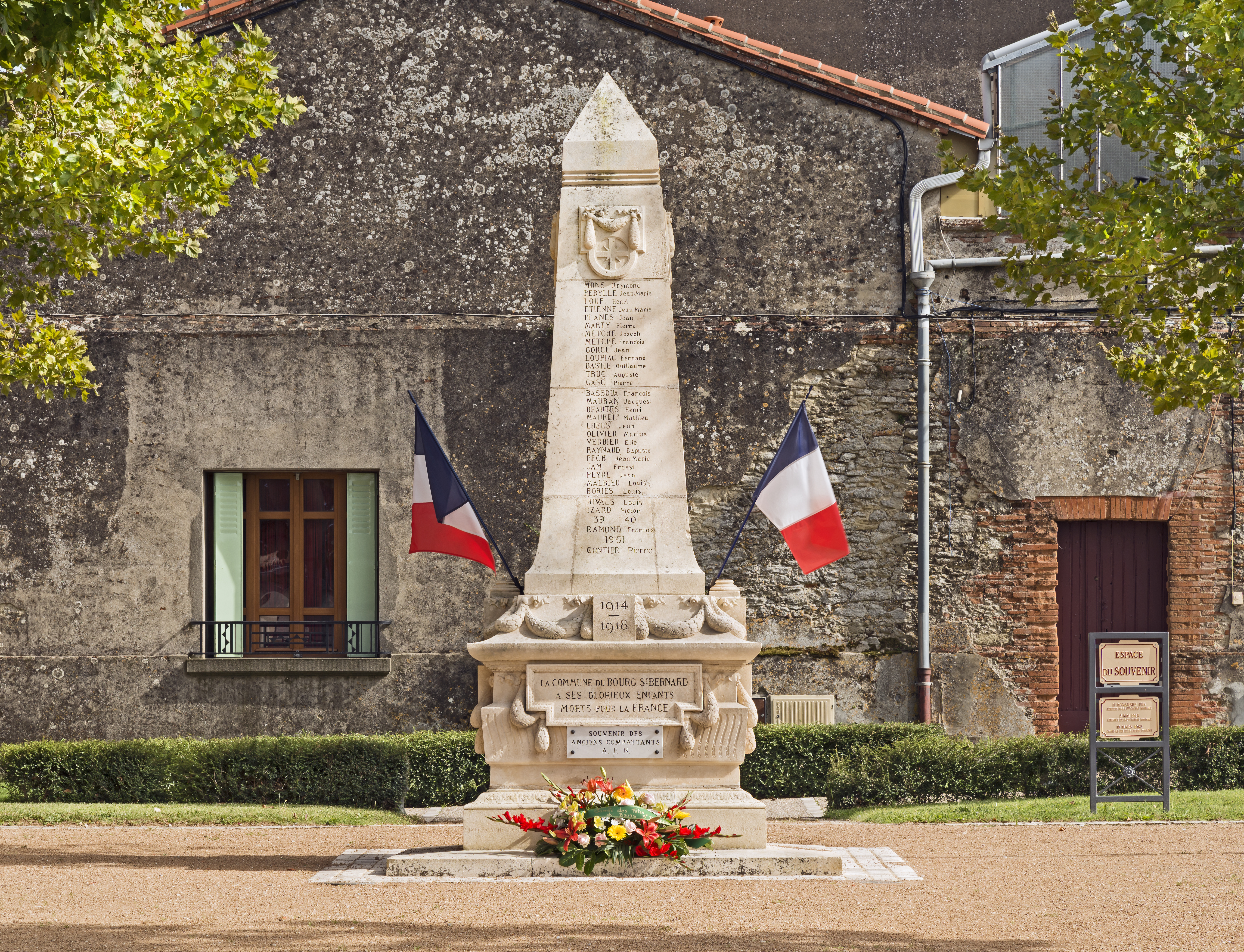
Monumento ai Caduti.